# دی‌زداس
دی‌زداس (انگلیسی: DZS) شرکت تجهیزات مخابرات آمریکایی است، که در سال ۱۹۹۹ تأسیس شد.